# Nilüfer Demir
Nilüfer Demir (* 1986, Bodrum) je turecká fotoreportérka a fotografka se sídlem v tureckém Bodrumu. Již od svého dospívajícího věku spolupracovala se zpravodajskou agenturou Doğan News. Během léta roku 2015 se věnovala evropské migrační krizi a její fotografie Alana Kurdího se 2. září 2015 staly světovou novinkou. Ten den na pláži v Bodrumu objevila Kurdího tělo a pořídila několik fotografií.

## Fotografie mrtvého batolete
Řekla, že se cítila jako „zkamenělá“, když viděla mrtvolu malého dítěte. Poté pořídila fotografie, aby se podělila o své pocity.
Její fotografie Kurdího byla srovnávána s ikonickými fotografiemi, které změnily svět. Její fotografii doprovází hashtag „KiyiyaVuranInsanlik“ (znamená: humanita smytá na břehu) a stala se tématem top trendů na Twitteru. V březnu 2016 byla její fotografie předmětem nizozemského dokumentu o ikonických fotografiích. Konkrétně se řešilo, proč nebyla tato fotografie vybrána pro World Press Photo, přestože v celé Evropě vyústila v mnoho různých reakcí, které změnily přístup mnoha lidí k evropské migrační krizi. Vítězná fotografie World Press z roku 2015 zobrazovala dětského migranta, který úspěšně přešel do Evropy, a tím spíše zrcadlila naději, než zoufalství (Cenu získal Warren Richardson za snímek běžence předávajícího kojence dírou v plotě na maďarsko-srbských hranicích).

## Další fotografie mrtvého batolete
Demir pořídila sérii fotografií, i když to byla ta první, která byla původně retweetována na Twitteru a měla největší mezinárodní dopad. Toto byl také obrázek, který si nizozemské noviny Trouw vybraly pro svou titulní stránku 3. září 2015 poté, co jej novinářka zveřejnila na svém webu večer předchozího dne. Ačkoli původně retweetovaný obraz měl nejvyšší emocionální dopad, nejčastěji vybíranou médii se stala fotografie batolete při pohledu z boku, když se k němu z pravé strany blíží pomocný pracovník.

### Fotografie Alana Kurdího při pohledu z boku

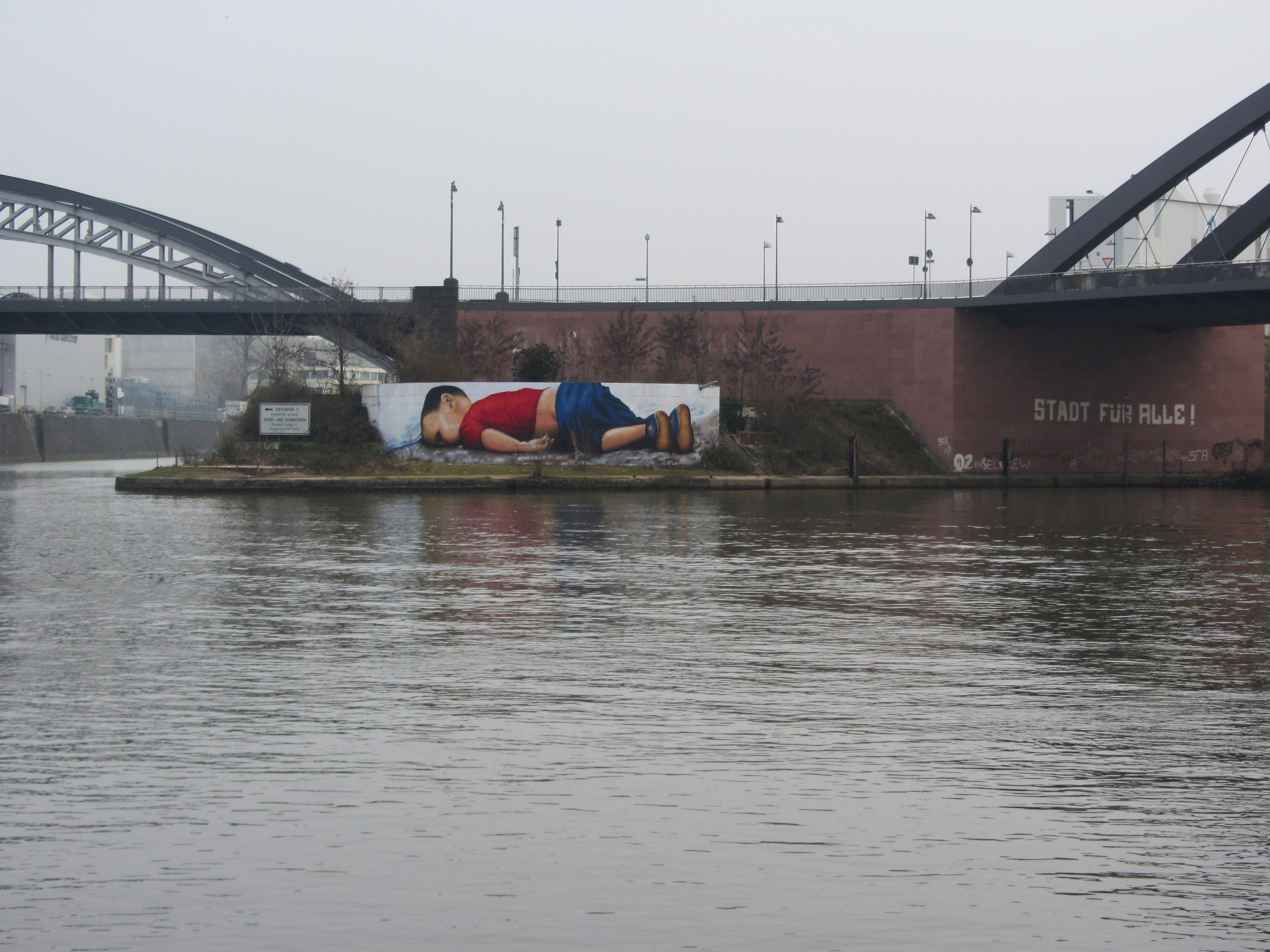
Detail fotografie při pohledu z boku s pomocníkem přicházejícím zprava, použitý jako graffiti na zakřivené zdi podél řeky Mohan ve Frankfurtu,

Časopis Time vybral tuto fotografii také pro svůj seznam „100 nejlepších fotografií roku 2015“. Magazín Time aktualizoval fotografii chlapce z bočního pohledu s pomocníkem ve svém výročním výběru, přičemž zmínil, že ji sdílely také na sociálních médiích „tisíce lidí“.

### Fotografie Alana Kurdího v náručí pomocného pracovníka
Další tiskové agentury se rozhodly vybrat i další fotografie mrtvého chlapce. Například snímek, na kterém je záchranář s mrtvolkou v náručí.

## Umění inspirované Demirovými fotografiemi
Fotografie Alana Kurdího při pohledu z boku, která částečně ukazuje obličej dítěte, byla později znovu použita 6. ledna 2016 pro komiks Charlie Hebdo, který odkazoval na silvestrovské sexuální útoky v Německu na jejich výroční vydání připomínající útok na redakci časopisu Charlie Hebdo, která vyvolala „debatu o rasismu“. Později téhož měsíce čínský umělec Ai Weiwei pózoval na pláži a napodoboval polohu mrtvolky batolete na fotografii. V březnu 2016 vydali graffitoví umělci v Německu umělecké politické prohlášení napříč ústředím Evropské centrální banky (ECB) s názvem „Europa tot – Der Tod und das Geld“ (Mrtvá Evropa – Smrt a peníze) v návaznosti na tato lednová politická umělecká díla.
V roce 2018 byl vydán čtvrtý román Khaleda Hosseiniho Sea Prayer. Hosseini uvedl, že myšlenka románu byla inspirována autorčinými fotografiemi.

## Ocenění
- Za fotografii Alana Kurdího získala v roce 2016 Demir ocenění Press Photo of the Year v soutěži Fotografie roku Turecké fotožurnalistické asociace.[20]
- Zlatá medaile jako součást pamětní ceny Elizabeth Neufferové za rok 2016 udělované Asociací korespondentů OSN pro klasická média (včetně online médií) sponzorovaná Nadací Alexandra Bodiniho.[21][22]

## Galerie

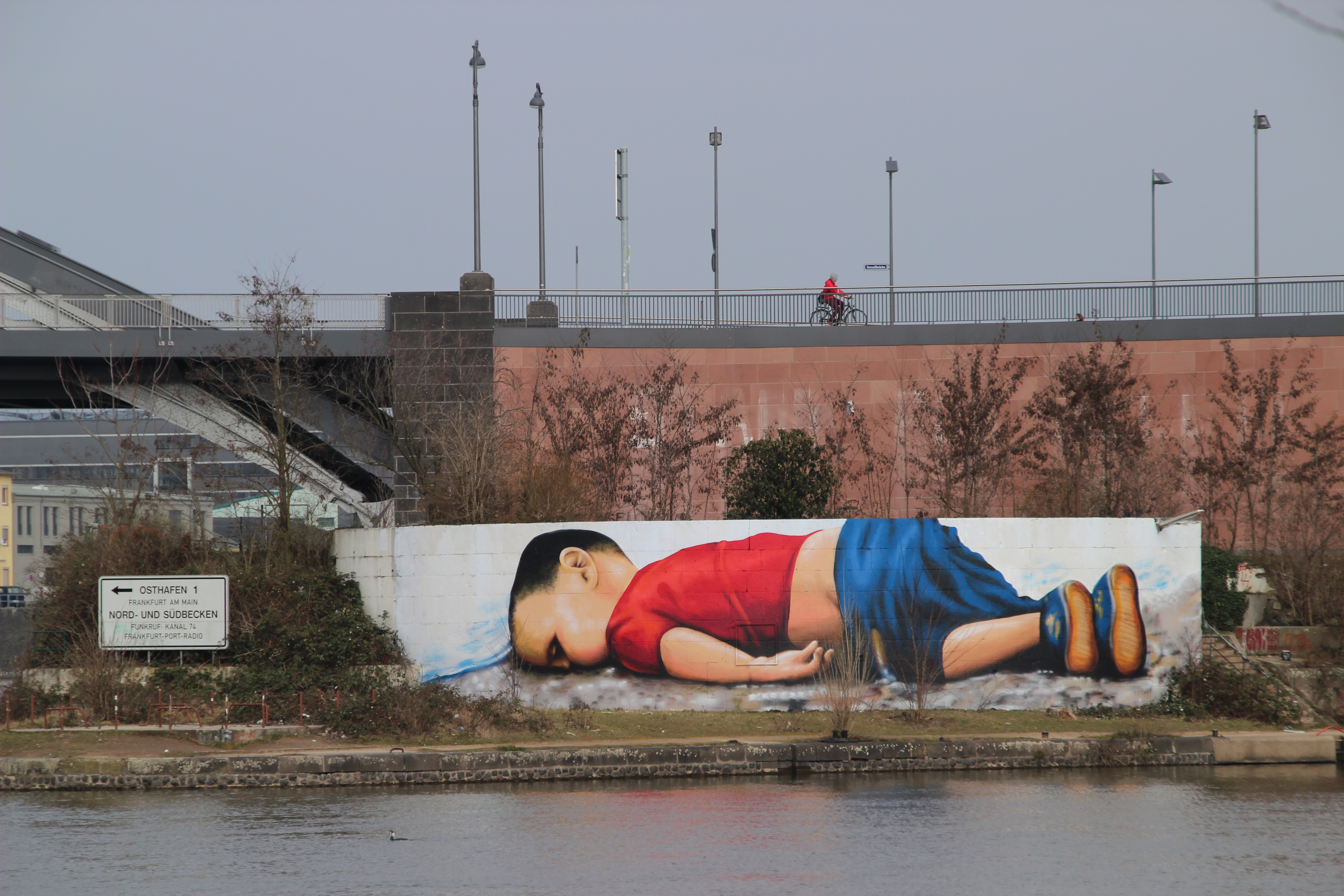
Mural art, Osthafen, Berlín
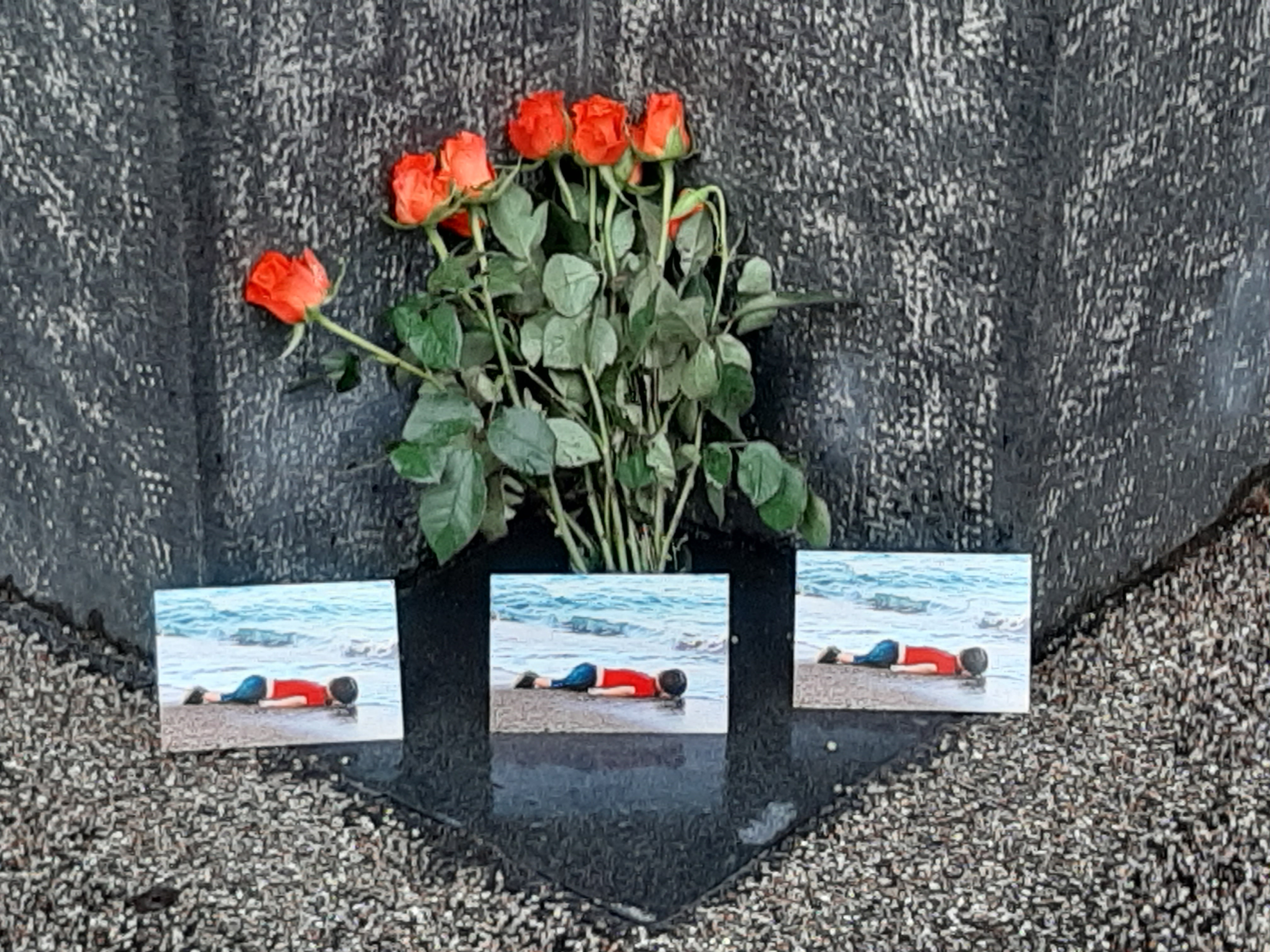
Fotografie z 1. května 2020 na náměstí Obětí národního socialismu v Mnichově
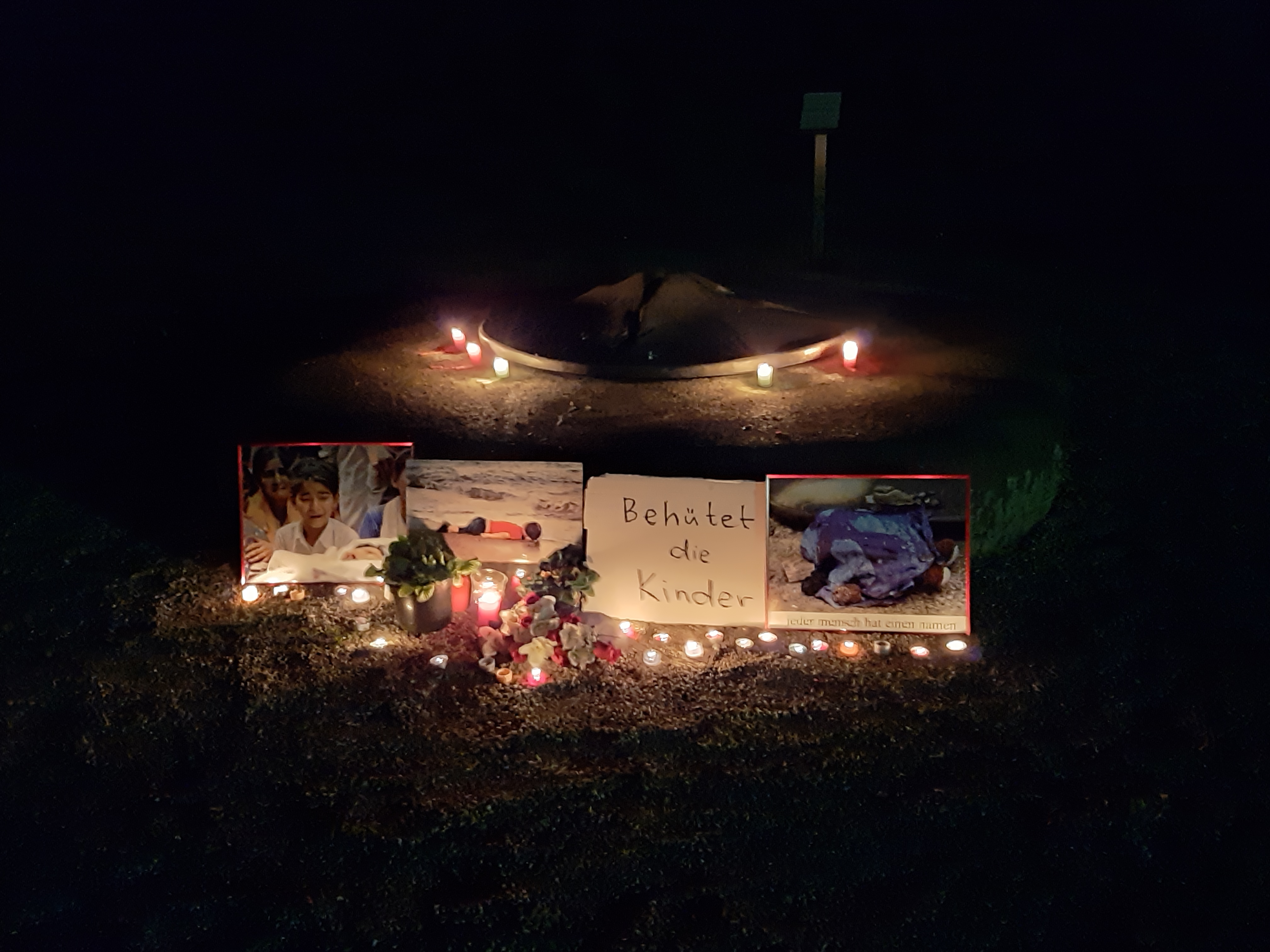
Památník obětem eutanazie, 8. května 2020